# Spinotarsus drummondicus
Spinotarsus drummondicus är en mångfotingart som beskrevs av Kraus 1966. Spinotarsus drummondicus ingår i släktet Spinotarsus och familjen Odontopygidae. Inga underarter finns listade i Catalogue of Life.